# Bert Weedon
Pour les articles homonymes, voir Weedon.
Bert Weedon est un guitariste et compositeur britannique né le 10 mai 1920 à East Ham et mort le 20 avril 2012 à Beaconsfield.
Il a connu quelques modestes succès discographiques dans les années 1960, mais c'est surtout sa méthode d'apprentissage, Play Guitar in a Day, qui, vendue à plus d'un million d'exemplaires, influencera une génération d'aspirants guitaristes tels Eric Clapton, Brian May et Paul McCartney. Il a également eu de nombreux élèves parmi lesquels Monty Norman, compositeur du James Bond Theme.
Il a été nommé officier de l'ordre de l'Empire britannique en 2001 pour « services rendus à la musique ». 